# Craigsville (Virginia)
Craigsville è un comune degli Stati Uniti d'America, situato nello Stato della Virginia, nella Contea di Augusta.